# 1346
Năm 1346 (Số La Mã: MCCCXLVI) (xem lịch đầy đủ) là một lịch Julius năm trong thế kỷ 14, ở giữa một thời kỳ trong lịch sử châu Âu được biết đến như là Trung Hậu Cổ. Tại châu Á trong năm này, bệnh dịch hạch đen đã lây lan đến quân của Hãn quốc Kim Trướng.

## Sự kiện
- Mùa xuân - Một trận dịch Cái chết đen nghiêm trọng bắt đầu ở Crimea .
- 18 tháng 3 - Người Pháp chuẩn bị bảo vệ bờ kênh .
- 1 tháng 4 - 20 tháng 8 - Cuộc vây hãm Aiguillon : Pháp thất bại trong việc chiếm Aiguillon từ các hậu vệ người Anh.
- Ngày 16 tháng 4 - Đế chế Serbia được tuyên bố tại Skopje bởi Dusan Silni , chiếm phần lớn Đông Nam Âu .
- Tháng 5 - Tháng 6 - Một hạm đội xâm lược Anh tập hợp tại Portsmouth .
- Ngày 9 tháng 6 - Trận St Pol de Léon : Quân đội Anh đánh bại Charles of Blois ở Brittany .
- Ngày 20 tháng 6 - Người Anh giành chiến thắng nhỏ tại La Roche-Derrien ở Brittany .
- Ngày 24 tháng 6 - Các nhà lãnh đạo của Ghent , Bruges và Ypres đồng ý ủng hộ Edward III .
- Tháng 7 - Edward III ra lệnh đóng cửa các cảng ở Anh để ngăn thông tin đến Pháp .
- Ngày 3 tháng 7 - Hạm đội Anh cố gắng đi thuyền từ Portsmouth đến Normandy , nhưng bị gió ngược lại buộc phải lùi lại.
- Ngày 11 tháng 7 - Charles IV, Bá tước Luxembourg và là Vua của Bohemia , được bầu làm Vua của người La Mã .
- Ngày 11 - 12 tháng 7 - Edward III và quân đội Anh vượt qua eo biển Manche và bắt đầu cuộc xâm lược nước Pháp.
- Ngày 12 - 18 tháng 7 - Người Anh tấn công và đốt cháy các thị trấn và làng mạc lân cận ở Bán đảo Cotentin .
- Ngày 26 tháng 7 - Trận Caen (1346) : quân đội Anh đánh chiếm và cướp phá thành phố Caen của Pháp .
- Ngày 10 tháng 8 - Jaume Ferrer khởi hành từ Majorca đến "Dòng sông vàng", sông Senegal .
- 24 tháng 8 - Trận Blanchetaque : Người Anh đánh bại người Pháp.
- Ngày 26 tháng 8 - Trận Crécy : Người Anh đánh bại người Pháp, trong trận chiến đầu tiên ở châu Âu có sử dụng thuốc súng.
- 4 tháng 9 - Người Anh bắt đầu cuộc bao vây Calais .
- Tháng 9 - Tháng 10 - Anglo-Gascon tấn công tràn qua nhiều vùng rộng lớn ở tây nam nước Pháp.
- 4 tháng 10 - Người Anh đánh chiếm và cướp phá thành phố Poitiers của Pháp .
- 17 tháng 10 - Trận Neville's Cross : Quân đội Anh đánh bại người Scotland.
- Tháng 10 - tháng 11 - Một số thị trấn của Mông Cổ ở Crimea bị cái chết đen xóa sạch dân cư .
- Việc sửa chữa được thực hiện trong Hagia Sophia .

## Sinh
- Ngày 20 tháng 7 - Margaret, Nữ bá tước Pembroke , công chúa Anh, con gái Vua Edward III của Anh (mất năm 1361)
- ngày chưa rõ - Eustache Deschamps , nhà thơ Pháp (mất năm 1406)

## Mất
- Ngày 10 tháng 2 - Chân phước Clare của Rimini (sinh năm 1282)
- 28 tháng 3 - Venturino của Bergamo , nhà truyền đạo người Đa Minh (sinh năm 1304)
- Tháng 8 - Muhammad Aytimur , thủ lĩnh của Sarbadars of Sabzewar (ngày thay thế là tháng 9)
- Ngày 26 tháng 8 (bị giết trong trận Crécy):
  - Charles II, Bá tước Alençon (sinh năm 1297)
  - Louis I, Bá tước Flanders (sinh năm 1304)
  - Louis II, Bá tước Blois
  - John of Bohemia (sinh năm 1296)
  - Rudolph, Công tước Lorraine (sinh năm 1320)
- Tháng 10 - Raghnall Mac Ruaidhrí , ông trùm người Scotland
- Ngày 17 tháng 10 (bị giết trong trận Neville's Cross):
  - John Randolph, Bá tước thứ 3 của Moray
  - Maurice de Moravia, Bá tước Strathearn
- Ngày 14 tháng 11 - Ostasio I da Polenta , Chúa tể của Ravenna (bị ám sát)
- Ngày 27 tháng 11 - Saint Gregory of Sinai (bc 1260)
- ngày không xác định
  - Eustace Folville , người Anh sống ngoài vòng pháp luật
  - Hélion de Villeneuve , Grand Master of the Knights of St John